# Junta de Traslaloma
Junta de Traslaloma ist eine Gemeinde (municipio) mit 122 Einwohnern (Stand: 2024) im Norden der spanischen Provinz Burgos in der Autonomen Gemeinschaft Kastilien-León. Zur Gemeinde  gehören die Ortschaften Castrobarto, Colina, Cubillos, Las Eras, Lastras de las Eras, Tabliega, Villalacre, Villatarás, Villaventín sowie die Wüstung Muga.

## Lage und Klima
Durch Junta de Traslaloma fließt der Río Salón. Die Gemeinde liegt in einer durchschnittlichen Höhe von ca. 695 m. Die Entfernung zur südsüdwestlich gelegenen Provinzhauptstadt Burgos beträgt ca. 85 Kilometer. Das Klima im Winter ist rau, im Sommer dagegen gemäßigt und warm.

## Bevölkerungsentwicklung
| Jahr      | 1970 | 1981 | 1991 | 2001 | 2011 | 2021 |
| Einwohner | 446  | 393  | 250  | 187  | 155  | 123  |

## Wirtschaft
Die Böden und das Klima in der Umgebung eignen sich gut für den Anbau von Weizen, Kartoffeln, Gemüse und Obstbäumen.

## Sehenswürdigkeiten
- Iglesia de San Facundo y San Primitivo in Castrobarto
- Iglesia de San Andrés Apóstol in Villaventín
- Iglesia de San Miguel Arcángel in Lastras de las Eras
- Iglesia de San Andrés Apóstol in Las Eras
- Iglesia de la Virgen de la Expectación
- Turm

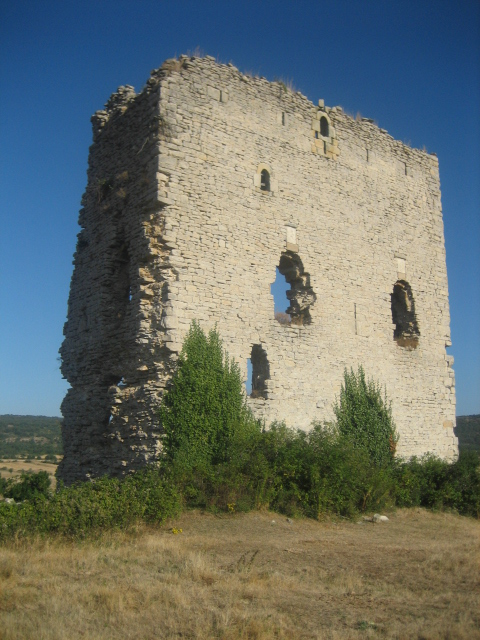
Turm von Castrobarto